# Francis Kiernan
Francis Kiernan FRS (2 de octubre de 1800 – 31 de  diciembre de 1874) fue un médico y anatomista.
Nacido en Irlanda, fue el mayor de cuatro hermanos. Su padre, Francis Kiernan (fallecido el 7 de marzo de 1850 en el número 30 de la Plaza de Mánchester, Londres), fue igualmente médico y trasladó a la familia a Inglaterra a comienzos del siglo XIX. Francis fue educado en el colegio católico de St Edmund en Ware, Hertfordshire, y estudió medicina el Hospital St Bartholomew de Londres.
Fundó una academia de anatomía privada en la plaza de Charterhouse, pero, en palabras del British Medical Journal, su "gran éxito como profesor causó muchos celos, y, en 1825, al Consejo de Cirugía aprobó una resolución rechazando aceptar certificados profesores no reconocidos." Los alumnos de Kierman disminuyó después de la medida. Kiernan apeló al Consejo en base a su habilidad como profesor, pero su solicitud fue rechazada.
Se convirtió posteriormente en un Miembro del Real Colegio de Cirujanos de Inglaterra en 1825. Fue elegido Socio de la Royal Society en 1834 y recibió su medalla Copley en 1836 por su trabajo en la anatomía del hígado. Ese mismo año fue elegido miembro fundador  del Senado de la Universidad de Londres, donde actuó como examinador y conferenciante en anatomía y fisiología.
En 1843, fue elegido un socio del Real Colegio de Cirujanos, en cuyo consejo sirvió desde 1850. Después de un año como vicepresidente (1864–5),  declinó la reelección por motivos de salud, habiendo padecido un infarto en 1865 del que nunca se recuperó pleanmente.
Murió soltero en su casa de la calle de Mánchester, Plaza de Mánchester, Londres en la víspera de año nuevo de 1874 y fue enterrado en el cementerio católico de Mortlake, Londres.